# Aygestan (Hadrut)
Aygestan (in armeno Այգեստան?) o, in azero, Qoçbəyli, è una comunità rurale del distretto di Xocavənd in Azerbaigian, facente parte fino al 2020 della regione di Hadrut nella repubblica dell'Artsakh (fino al 2017 denominata repubblica del Nagorno Karabakh) situata pochi chilometri a sud del capoluogo regionale. Non va confusa con l'omonima località situata nella regione di Askeran.
Secondo il censimento del 2015 contava 316 abitanti.

## Storia
Durante il periodo sovietico, il villaggio faceva parte del distretto di Hadrut dell'Oblast' Autonoma del Nagorno Karabakh, all'interno della Repubblica socialista sovietica dell'Azerbaigian. Dopo la Prima guerra del Nagorno Karabakh, il villaggio fu amministrato come parte della regione di Hadrut della Repubblica separatista di Artsakh. Il villaggio passò sotto il controllo dell'Azerbaigian durante la guerra del Nagorno Karabakh del 2020.

## Monumenti e luoghi d'interesse
I siti del patrimonio storico all'interno e nei dintorni del villaggio includono un villaggio risalente al periodo tra il 15° e il 19º secolo e la Chiesa della Santa Resurrezione (armeno: Սուրբ Հարություն եկեղեցի, Surb Harutyun Yekeghetsi) costruita nel 1741.